# دم‌پارویی پرپاسفید
دم‌پارویی پرپاسفید (نام علمی: Ocreatus underwoodii) نام یک گونه از تیره مگس‌مرغ است.